# Ernyei Emil
Ernyei Emil, Hinléder (Dés, 1869. május 6. – Budapest, Ferencváros, 1944. június 13.) színész, rendező.

## Életútja
Az elszékelyesedett Hinléder-Fels bajor nemesi családból származik, mely a XVI. században telepedett meg Erdélyben. Apja Hinléder Emil, anyja Brumár Ilona. Iskoláit Kolozsvárott végezte, majd 1889-ben a Színészegyesület tagja lett. 1887-ben Balogh Árpádnál kezdte pályafutását, majd 1892 és 1897 között Krecsányi Ignácnál játszott. 1907-ben került a Népszínház–Vígoperához, utolsó fellépte 1918-ban volt. Epizódszerepeket játszott, mint jellemszínész és rendező vívott ki elismerést magának. 1911. április 4-én Budapesten, az Erzsébetvárosban házasságot kötött a nála 15 fiatalabb Havy Rózsa színésznővel, Havi Lajos és Szathmáry Rózsa lányával. 1919. július 16-án Budapesten, szintén az Erzsébetvárosban feleségül vette az ugyancsak 15 évvel fiatalabb Erdej Flóra színésznőt. 1927. június 4-én Budapesten, az Erzsébetvárosban házasságot kötött a nála 19 évvel fiatalabb Horváth Amália Franciskával. Utolsó feleségét Rozmanits Máriának hívták.

## Fontosabb szerepei
- Ribout (Sardou: Thermidor)

## Főbb művei
- Bohém fényképek (Kecskemét, 1906)
- Kulisszák között (Szatmár, 1908)

## Működési adatai
1887: Balogh Árpád; 1888: Völgyi György; 1889: Nagy Paula; Leövey; 1890: Valentin Lajos–Gyöngyi; 1891: Leszkay András; 1892–97: Krecsányi Ignác; 1897–99: Somogyi Károly; 1899: Deák Péter; 1900: Pesti Lajos–Földesi; 1901: Szilágyi Béla; 1902: Halmai Imre; 1903: Fehér Károly; 1904: Krémer Sándor; 1906: B. Polgár; 1907: Népszínház–Vígopera; 1909: Kiss Árpád; 1911: Hídvéghy; 1912: Újpesti Színház; 1913: Hídvéghy; 1916: Fehér Vilmos; 1917: Krasznai Mihály; 1918: Farkas Ferenc.